# 試着
| ウィキペディアには「試着」という見出しの百科事典記事はありません（タイトルに「試着」を含むページの一覧/「試着」で始まるページの一覧）。 代わりにウィクショナリーのページ「試着」が役に立つかもしれません。 |